# Valldemossa
Valldemossa (em catalão e oficialmente; em castelhano: Valldemosa) é um município da Espanha na ilha de Maiorca, província e comunidade autónoma das Ilhas Baleares. Tem 42,9 km² de área e em 2021 tinha 2 042 habitantes (densidade: 47,6 hab./km²).

## Demografia
| Variação demográfica do município entre 1991 e 2004 | Variação demográfica do município entre 1991 e 2004 | Variação demográfica do município entre 1991 e 2004 | Variação demográfica do município entre 1991 e 2004 |
| --------------------------------------------------- | --------------------------------------------------- | --------------------------------------------------- | --------------------------------------------------- |
| 1991                                                | 1996                                                | 2001                                                | 2004                                                |
| 1292                                                | 1511                                                | 1708                                                | 1822                                                |